# Waldorf Astoria Hotels & Resorts
O Waldorf Astoria Hotels & Resorts, anteriormente chamado de The Waldorf-Astoria Collection, é uma rede e marca de hotéis de luxo propriedade da Hilton Worldwide. A marca surgiu primeiramente com o hotel Waldorf Astoria New York e hoje conta com 27 hotéis e resorts ao redor do mundo que oferecem serviços exclusivos e de luxo, incluindo spas, campos de golfe, serviço de atendimento 24 horas por dia e locais especiais para a realização de casamentos, banquetes ou encontros de negócios.

## Propriedades
| Propriedade                                        | Local                          | País                   |
| -------------------------------------------------- | ------------------------------ | ---------------------- |
| Arizona Biltmore Hotel, A Waldorf Astoria Resort   | Phoenix, Arizona               | Estados Unidos         |
| Boca Beach Club, A Waldorf Astoria Resort          | Boca Raton, Flórida            | Estados Unidos         |
| Boca Raton Resort & Club, A Waldorf Astoria Resort | Boca Raton, Flórida            | Estados Unidos         |
| Casa Marina Resort, A Waldorf Astoria Resort       | Key West, Flórida              | Estados Unidos         |
| El Conquistador, A Waldorf Astoria Resort          | Fajardo, Porto Rico            | Estados Unidos         |
| Grand Wailea, A Waldorf Astoria Resort             | Wailea, Havaí                  | Estados Unidos         |
| La Quinta Resort & Club, A Waldorf Astoria Resort  | La Quinta, Califórnia          | Estados Unidos         |
| Las Casitas Village, A Waldorf Astoria Resort      | Fajardo, Porto Rico            | Estados Unidos         |
| Rome Cavalieri, A Waldorf Astoria Resort           | Roma, Lácio                    | Itália                 |
| The Reach, A Waldorf Astoria Resort                | Key West, Flórida              | Estados Unidos         |
| The Roosevelt New Orleans, A Waldorf Astoria Hotel | Nova Orleães, Luisiana         | Estados Unidos         |
| Trianon Palace Versailles, A Waldorf Astoria Hotel | Versalhes, Ilha de França      | França                 |
| Waldorf Astoria Amsterdam                          | Amsterdã, Holanda do Norte     | Países Baixos          |
| Waldorf Astoria Beijing                            | Pequim                         | China                  |
| Waldorf Astoria Berlin                             | Berlim                         | Alemanha               |
| Waldorf Astoria Chengdu                            | Chengdu, Sichuan               | China                  |
| Waldorf Astoria Chicago                            | Chicago, Illinois              | Estados Unidos         |
| Waldorf Astoria Dubai Palm Jumeirah                | Dubai, Dubai                   | Emirados Árabes Unidos |
| Waldorf Astoria Edinburgh - The Caledonian         | Edimburgo, Escócia             | Reino Unido            |
| Waldorf Astoria Jeddah, Qasr Al Sharq              | Jidá, Meca                     | Arábia Saudita         |
| Waldorf Astoria Jerusalem                          | Jerusalém, Jerusalém           | Israel                 |
| Waldorf Astoria New York                           | Nova Iorque, Nova Iorque       | Estados Unidos         |
| Waldorf Astoria Orlando                            | Orlando, Flórida               | Estados Unidos         |
| Waldorf Astoria Panama                             | Cidade do Panamá, Panamá       | Panamá                 |
| Waldorf Astoria Park City                          | Park City, Utah                | Estados Unidos         |
| Waldorf Astoria Ras al-Khaimah                     | Ras al-Khaimah, Ras al-Khaimah | Emirados Árabes Unidos |
| Waldorf Astoria Shanghai on the Bund               | Xangai                         | China                  |